# 62 Овна
62 Овна (лат. 62 Arietis), или Тяньхэ́ (кит. 天阿), — одиночная звезда в созвездии Овна. Находится на расстоянии 884 световых лет (271 парсек) от Солнца. Первоначально параллакс оценили в 3,35±1,16 mas, затем уточнили — 3,69 ± 0,49 mas.
Звезда является жёлтым гигантом спектрального класса G5 III. Благодаря видимой звёздной величине размером в 5.52 видна невооружённым глазом.

## Название
В китайской астрологии 62 Овна называется 天阿 (Tiānhé, Тяньхэ) что означает «Небесная река», потому что эта звезда расположена обособленно в астеризме Небесной реки, который занимает место в китайском созвездии Волосатая голова.